# テイク・イット・イージー (曲)
「テイク・イット・イージー」（Take It Easy）は、イーグルスが1972年に発表したデビュー曲。代表曲の一つである。

## 解説

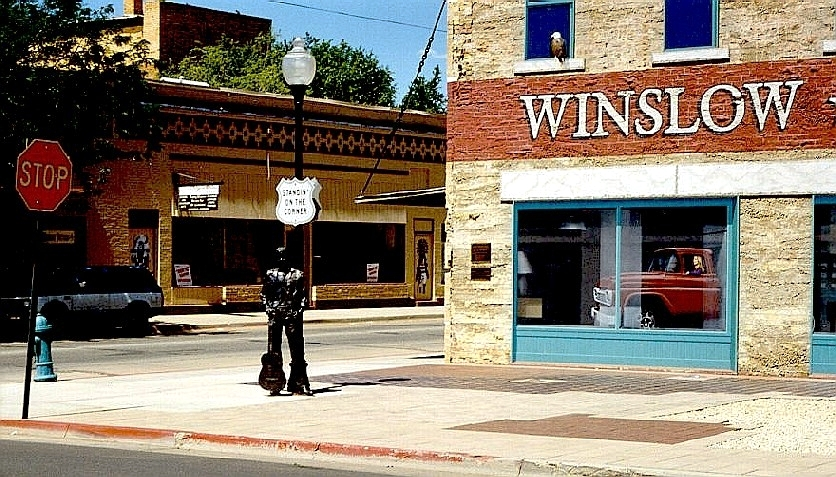
アリゾナ州ウィンスローにあるテイク・イット・イージー像

グレン・フライとジャクソン・ブラウンの共作。リード・ボーカルはグレン・フライ。
1972年5月1日、デビュー・シングルとして発売された。B面は、フライが書いたアルバム未収録の「Get You in the Mood」。同年6月1日発売のアルバム『イーグルス・ファースト』に収録された。
バーニー・レドンの奏でるバンジョーとBベンダーのスティール弦アコースティックギターが絶妙なカントリー・ロックテイストを付加している。
アメリカオハイオ州にあるロックの殿堂に収められている。アメリカだけでなく、日本などの各国でも有名であり、現在でもアマチュア・バンドなどに幅広くカバーされている。さらに日本の人気テレビ番組『田舎に泊まろう!』（テレビ東京系列）でも使用されていたほどポピュラーな曲である。
1980年11月発売のライブ・アルバム『イーグルス・ライヴ』にライブ・バージョンが収録された。2013年1月19日発売のDVD/ブルーレイ『History of the Eagles』 のボーナスDVDにライブ映像が収録された。

## カバー・バージョン
- ジャクソン・ブラウン - アルバム『フォー・エヴリマン』（1973年）所収。シングルカットされた。
- トラヴィス・トリット（Travis Tritt） - トリビュートアルバム『The Songs of the Eagles』（1993年）所収。
- 井上ともやす - アルバム『平和の詩（うた）が聞こえる』（2010年）所収「てーげーeasy」（作詞：井上ともやす）。沖縄方言による公認カバーで、てーげー（大概）は、いいかげんの意。